# Entomacis penelope
Entomacis penelope är en stekelart som beskrevs av Nixon 1980. Entomacis penelope ingår i släktet Entomacis, och familjen hyllhornsteklar. Arten är reproducerande i Sverige.